# Irina Permitina
Irina Eduardovna Permitina (Russisch: Ирина Эдуардовна Пермитина) (3 februari 1968) is een Russische marathonloopster. Ze schreef tijdens haar sportcarrière verschillende marathons op haar naam.

## Loopbaan
Haar grootste prestatie leverde Permitina in 2003 met het winnen van de marathon van Dubai in een tijd van 2:36.26. Hiermee bleef ze op behoorlijke afstand van het parcoursrecord van 2:33.31, dat het jaar ervoor gelopen was door haar landgenote Albina Ivanova.
In 2004 liep Irina Permitina haar persoonlijk record op de Twin Cities Marathon met een tijd van 2:26.51. Op de Europese kampioenschappen van 2006 in Göteborg won ze een bronzen medaille in 2:30.53. Lange tijd liep ze aan de leiding van de wedstrijd, maar in de laatste kilometer werd ze ingehaald door de Duitse winnares Ulrike Maisch (2:30.01) en de Servische Olivera Jevtić (2:30.27).

## Persoonlijke records
| Onderdeel      | Prestatie | Datum             | Plaats      |
| -------------- | --------- | ----------------- | ----------- |
| 10.000 m       | 32.14,01  | 17 juli 2008      | Kazan       |
| halve marathon | 1:09.56   | 13 september 2008 | Novosibirsk |
| marathon       | 2:26.51   | 3 oktober 2004    | Saint Paul  |

## Palmares

### 10 Eng. mijl
- 2005:  Grand Prix von Bern - 55.36,1

### marathon
- 1996:  marathon van La Rochelle - 2:38.39
- 1997: 8e marathon van Parijs - 2:34.48
- 1998:  marathon van Reims - 2:33.29
- 1998:  marathon van Praag - 2:36.21
- 1998: 6e marathon van Monaco - 2:36.58
- 1998: 9e marathon van Parijs - 2:34.05
- 2000: 5e marathon van Dubai - 2:47.38
- 2002:  marathon van Istanboel - 2:40.50
- 2002: 5e marathon van São Paulo - 2:41.08
- 2002: 9e marathon van Parijs - 2:35.58
- 2003:  marathon van Dubai - 2:36.26
- 2003: 5e marathon van Duluth - 2:35.53
- 2003: 8e marathon van Istanboel - 2:53.21
- 2003: 4e marathon van Sacramento - 2:42.37
- 2004:  Twin Cities Marathon - 2:26.51
- 2005: 34e WK - 2:38.16
- 2005: 6e marathon van Parijs - 2:29.44
- 2006:  marathon van Hamburg - 2:27.35
- 2006:  EK - 2:30.53
- 2008: 7e Twin Cities Marathon - 2:41.44
- 2010:  marathon van Omsk - 2:39.55
- 2010: 7e marathon van Athene - 2:42.03